# Bagrat de Klarjètia
Bagrat de Klarjètia, o Bagrat d'Artanudji, fou un pretendent al tron de Geòrgia i un rei autoproclamat de Klarjètia del segle xi.
Fill de Sumbat de Klarjètia, que s'havia revoltat el rei Bagrat III de Geòrgia i s'havia autoproclamat amb el seu germà Gurguèn com a rei de Klarjètia, es va refugiar a Constantinoble en el moment de la mort del seu oncle l'any 1012, amb el seu cosí Demetri.
El 1027, en el moment de l'accés al tron del nou rei Bagrat IV de Geòrgia, Bagrat i Demetri aprofiten les males relacions entre l'Imperi Romà d'Orient i la Geòrgia i provoquen una revolta pro-romana d'Orient. Tanmateix, el jove Bagrat IV els va vèncer i els va empresonar el 1028 i Bagrat va morir durant la seva captivitat.